# Тщенецька сільська рада
| Тщенецька сільська рада — колишній орган місцевого самоврядування у Мостиському районі Львівської області з адміністративним центром у с. Тщенець. Історична дата утворення: в 1940 році. Сільській раді підпорядковані населені пункти: - с. Тщенець - с. Волиця |

## Склад ради
Рада складається з 16 депутатів та голови.

### Керівний склад ради
| ПІБ                    | Основні відомості                                                                              | Дата обрання | Дата звільнення |
| ---------------------- | ---------------------------------------------------------------------------------------------- | ------------ | --------------- |
| Жук Михайло Михайлович | Сільський голова, 1949 року народження, освіта, член Української Народної Партії               | 26.03.2006   | 31.10.2010      |
| Дик Марія Михайлівна   | Сільський голова, 1964 року народження, освіта вища, член Всеукраїнського об'єднання «Свобода» | 31.10.2010   |                 |

Примітка: таблиця складена за даними джерела